# NGC 6866
NGC 6866 (другое обозначение — OCL 183) — рассеянное скопление в созвездии Лебедь.
Этот объект входит в число перечисленных в оригинальной редакции «Нового общего каталога».